# 3192 A'Hearn
3192 A'Hearn este un asteroid din centura principală, descoperit pe 30 ianuarie 1982 de Edward Bowell.